# 양지원 (트로트 가수)
양지원(1994년 3월 27일 ~ )은 대한민국의 가수이다. 별명은 양산의 딸이다.

## 활동
- 2006년 부산MBC에서 《리얼리티 사이사이》의 방송된 트로트 신동 양지원 편 방송
- 2007년 13세에 '나의 아리랑'으로 데뷔해 '틴에이저 트로트선두주자' 로 불렸다.
- 2009년 일본 컬럼비아 레코드社의 러브콜을 받아 일본으로 건너가 엔카 가수로 활동했으며, 일본 활동 후 귀국하자마자 '아야야'를 발표하면서 국내 무대로 복귀해 왕성한 활동을 이어감.
- 2015년 현역으로 입대하여, 제대
- 2018년 6월, 본인이 작곡 작사한 '아싸라비아'를 발표해 활동을 이어나갔다.
- 2020년 1월 TV조선 <내일은 미스터트롯>에 출연하여, <미스고>를 부름.
- 2021년 1월 3집 앨범 "REPRISE" 발표

3집 앨범은 타이틀 곡 <그래야 인생이지>, 자작 곡 <건 배>, 그동안 고마웠던 팬들에게 선물한 자작 곡 <선물>이 실려있다.
- 2021.05.31 'BTN라디오 울림'에서 초대 손님으로 출연, 이에 스페셜 DJ를 거치며, 현재 매주 월요일 저녁 7시-9시에 ' BTN 울림 라디오"에서 <로맨틱 라디오 양지원 입니다>를 진행 하고 있다.
- 2021.09~ 현재 그는 각종 방송 활동과 라디오 DJ, 트로트 가수로서 활발한 활동을 펼치고 있다.

## TV
- 2020.01.02 TV조선 <내일은 미스터트롯> 예선 (이태호 원곡 '미스고')를 불러 심사 위원 전원 합격으로 예선 통과 후, 신동부의 팀<지원사격>의 리더로서 단체곡 (현철 원곡 '내 마음 별과 같이'를 불러서 심사위원 전원 합격으로 개인전 진출, 그 후 1:1 데스매치에서 (나미 원곡 : 미움인지 그리움인지)곡으로 경연을 마무리한 후 개인 활동을 이어 나갔다.
- 2020.03.02 KBS JOY <무엇이든 물어보살> 서장훈, 이수근 진행 (양지원, 이도진 동반 출연)

양지원은 이수근과 서장훈을 찾아와,'꼬일 대로 꼬인 내 인생 어떻게 하면 좋겠나'라며 고민 상담 시간을 갖는다. 양지원은 최근 TV조선‘내일은 미스터트롯'을 출연해 어른이 된 트로트 신동의 반듯한 모습을 반가워하며, 또한 애절한 가창력을 선보이며,최고의 인기를 누리고 있지만 이와 같은 고민을 밝혀 궁금증을 모은다.
- 2020.03.12 MBC <기분 좋은 날 > '면역력과 장 건강에 대한 주제' 게스트 출연 {나훈아 원곡 '울긴 왜 울어')
- 2020.05.04 MBC Every1 <주문바다요 1회> 양지원, 노지훈, 나태주 동반 출연 (주상욱, 조재윤, 양경원 ,유수빈 진행)

‘주문 바다요’는 바다를 좋아하는 배우 4인방이 어부로 변신해 직접 잡은 자연산 재료를 가지고 해산물 가게를 운영하는 내용의 리얼리티 프로그램이다. 양지원은 노지훈,나태주와 함께 TV조선 <내일은 미스터트롯> 출연당시 에피소드를 얘기하며, 화기애애한 시간을 가졌다.
- 2020.05.11 MBC Every1 <주문바다요 2회> 양지원, 노지훈, 나태주 동반 출연 (주상욱, 조재윤, 양경원, 유수빈 진행)
- 2020.05.29 KBS1TV <아침마당>8640회 생생토크쇼 '만약에 나라면' 게스트 출연 (나훈아 원곡 '사랑')
- 2020.11.27 KBS부산 <아침마당>622회 "인생노래방" 양지원,이도진 동반,출연 (나훈아 원곡 '명자', 양지원 3집'그래야 인생이지')
- 2021.01.03 TV조선 <사랑의 콜센타>36회 (다시 보고 싶은 트롯맨 특집) 양지원, 한이재, 노지훈, 이찬성, 옥진욱, 장영우 동반,출연, <다시 보고 싶은 트롯,맨> 특집은, 제1회<내일은 미스터트롯>출연,당시 많은 화제를 모았던 안타까운 출연자들을 볼 수 있었다 새해 첫 방송을 출발하며 그들의 미래를 응원해줬던 훈훈한 내용으로 진행되었고, 양지원은 나훈아 원곡 '머나 먼 고향'을 불러 모태,트롯의 진가가 무엇인지, 또 깔끔한 양지원 만의 중저음으로 100점을 기록하며, 또 한번 양지원의 가창력에 이의 없음을 방송으로 확인하는 시간이었다.본 방송에서 양지원은 ('미스고', '머나 먼 고향' 단체 곡'태클을 걸지마")을 불렀다.
- 2021.04.07. SBS FIL, MTV 《더 트롯쇼(The 트롯SHOW)》 2회 '신곡 맛집, 이 곡 어때?', 양지원<그래야 인생이지>

국내 최초 트롯 차트쇼 '더 트롯쇼'에 조용하고 막강한 팬덤을 가지고있는 트로트 왕자 양지원이 출연해, 신곡<그래야 인생이지>로, 첫 출발을 하며 차트 39위에 오르며 양지원의 조용하고 강한 팬덤 처럼, 신곡의 인기가 오르고 있음을 증명했다.
- 2021.08.09 SBS FIL, MTV <더 트롯쇼>19회 여름 특집 1탄 (양지원 3집 '그래야 인생이지')

국내 최초 트롯 차트쇼 '더 트롯쇼'는 '믿고 듣는 차세대 남신, 여신들이 총출동한 무대가 꾸며졌다. 차세대 트롯 남신의 무대는 전국투어 콘서트와 라디오 DJ로 활발한 활동을 펼치고 있는 양지원의 무대로 시작으로, 트롯계를 대표하는 남신, 여신들이 총출동한 무대가 펼쳐졌다.
- 2021.09.06 SBS FIL, MTV '더 트롯쇼' 23회 8월의 차트 (37위로 재 진입)

8월의 차트 1위~50위 소개  양지원은 '그래야 인생이지'라는 3집 앨범 타이틀 곡으로 4월에 이어 차트에 재 진입하며, 노래 말처럼 오랜 시간 동안의  그의 노력이 서서히 빛을 발하고 있음을 증명했다.
- 2021.09.29(7373회), 2021.10.06(7378회) KBS1TV '6시 내 고향' "신성 양지원의 두 박자"

경북 봉화의 특산물을 소개하는 두 박자(신성, 양지원)이 직접 경북 봉화의 특산물을 수확하고, 봉화 주민들에게 즉석에서 노래 선물도 들려주는등 신성의 듬직함과 양지원의 발랄함으로 봉화 들녘에서 시청자들에게 즐거움을 주었고, 두 사람의 친 형제 같은 모습에 '신선하다, 노래만 잘하는 줄 알았더니 땀을 뻘뻘 흘리며 일하는 진솔한 모습에 시청자들의 반응이 뜨거웠다.
- 2024.11.26 MBN <현역가왕2> 자체평가전 (남진 원곡 '가슴 아프게')를 불러 심사 위원 전원 합격으로 자체평가전 통과후,

본선 1차전에서 성은 김이요 불러서 패자부활전 본선 2차전에서 진해성 팀 구성으로 (남진 원곡 '둥지')를 부른 이후에 울어라 열풍아를 불렀는데 방출되었다.